# Nghĩa trang Kerepesi
Nghĩa trang Kerepesi (tiếng Hungary: Kerepesi úti temető hoặc Kerepesi temető), tên chính thức: Fiumei úti nemzeti sírkert)  là nghĩa trang nổi tiếng nhất ở Budapest. Đây là một trong những nghĩa trang lâu đời nhất ở Hungary đã vẫn được bảo tồn gần như trọn vẹn cho đến ngày nay.

## Tổng quan

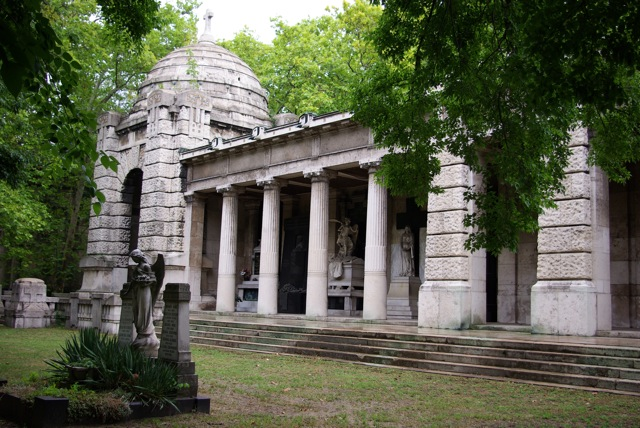
Cổng có mái vòm trong nghĩa trang Kerepesi

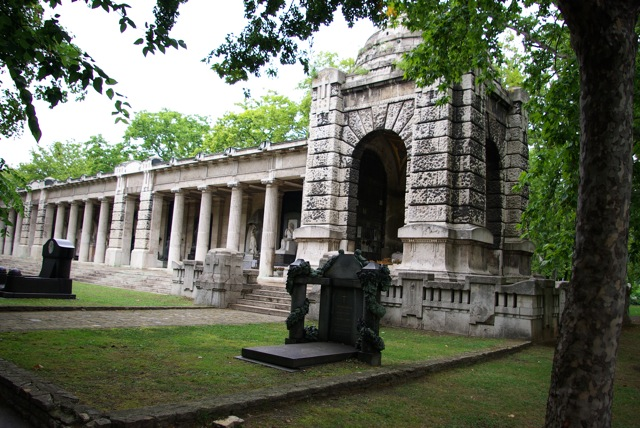
Cổng có mái vòm trong nghĩa trang Kerepesi

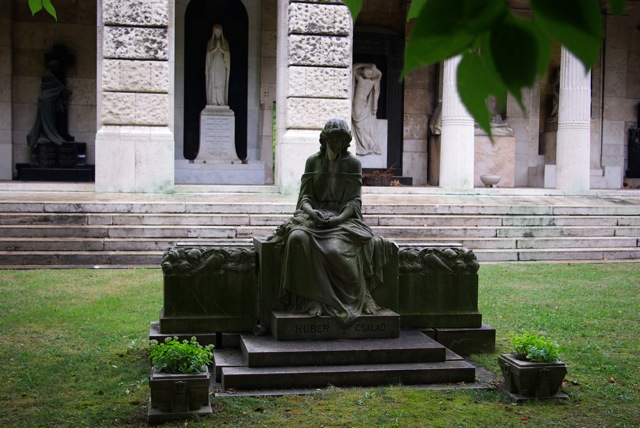
Nghĩa trang Kerepesi

Nghĩa trang Kerepesi được thành lập vào năm 1847 ở ngoại ô Józsefváros, gần Keleti pályaudvar (Ga xe lửa phía Đông). Người dân có thể đến đây bằng tuyến Tàu điện ngầm Budapest số 2. Đây là nghĩa trang nằm giữa Budapest, chỉ cách trung tâm thành phố 2 km. Đây cũng là một trong những Lăng Quốc gia lớn nhất ở Châu Âu. Ngoài ra, nghĩa trang còn có công viên tượng ngoài trời lớn nhất với diện tích khoảng 56 hécta (0,56 km2). Nơi đây đôi khi còn được ví như Nghĩa trang Père Lachaise của Budapest.
Lễ chôn cất đầu tiên của nghĩa trang diễn ra vào năm 1849, khoảng hai năm sau khi mở cửa. Kể từ đó, nhiều danh nhân của Hungary (chính khách, nhà văn, nhà điêu khắc, kiến trúc sư, nghệ sĩ, nhà soạn nhạc, nhà khoa học, diễn viên và nữ diễn viên, v.v.) đã được chôn cất ở đây. Một vài người trong số họ được chôn cất trong những ngôi mộ hoặc trong những lăng được trang trí công phu. Điều này càng được khuyến khích hơn khi Chính quyền Thành phố ra tuyên bố Kerepesi là "vùng đất danh dự" vào năm 1885. Lễ chôn cất của Mihály Vörösmarty vào năm 1855 là lễ chôn cất nổi tiếng đầu tiên tại đây.
Cho đến những năm 1940, một số ngôi mộ đã được chuyển đến đây từ những nghĩa trang khác ở Budapest. Ví dụ, đây là nơi an nghỉ của nhà thơ Attila József. Trước đó mộ nhà thơ đã phải dời ba lần.
Nghĩa trang tuyên bố đóng cửa, không nhận mai táng thêm nữa vào năm 1952. Một phần là do nghĩa trang đã bị hư hại trong Thế chiến thứ hai, và một phần là vì lý do chính trị, khi chính quyền Cộng sản tìm cách hạ bệ những người đã "bóc lột giai cấp công nhân". Tại một vài thời điểm, người ta còn dự định xây một khu nhà ở thay thế nơi đây. Một phần của khu đất thực tế đã được giao cho một nhà máy cao su gần đó và bị phá hủy vào năm 1953.
Năm 1958, Olcsai-Kiss Zoltán đã xây dựng một Lăng mộ cho phong trào Lao động. Trong thời kỳ Cộng sản (kéo dài từ năm 1948 đến năm 1989 ở Hungary), đây là phần duy nhất của nghĩa trang được chính quyền đánh dấu hay đề cập đến. Sau khi chủ nghĩa cộng sản sụp đổ, nghĩa trang Kerepesi vẫn được một số người coi là nghĩa trang của Cộng sản. Thật vậy, một người con trai của nhạc sỹ Béla Bartók nhất quyết không chôn tro cốt của cha mình ở đây.
Nghĩa trang ngày nay mở cửa cho công chúng tham quan các ngôi mộ và đài tưởng niệm nổi tiếng. Nơi đây cũng là nơi tham quan của du khách với nhiều vùng xanh hóa tuyệt đẹp. Tuy vậy, nghĩa trang không nhận cử hành thêm bất kỳ lễ mai táng nào nữa.
Nghĩa trang Do Thái phố Salgotarjani thực sự là góc phía đông của Nghĩa trang Kerepesi, nhưng được ngăn cách với nhau bởi một bức tường đá.
Vào mùa hè năm 2007, một số cảnh trong bộ phim The Boy in the Striped Pyjamas (Chú bé trong bộ pyjama sọc) đã được quay tại đây.

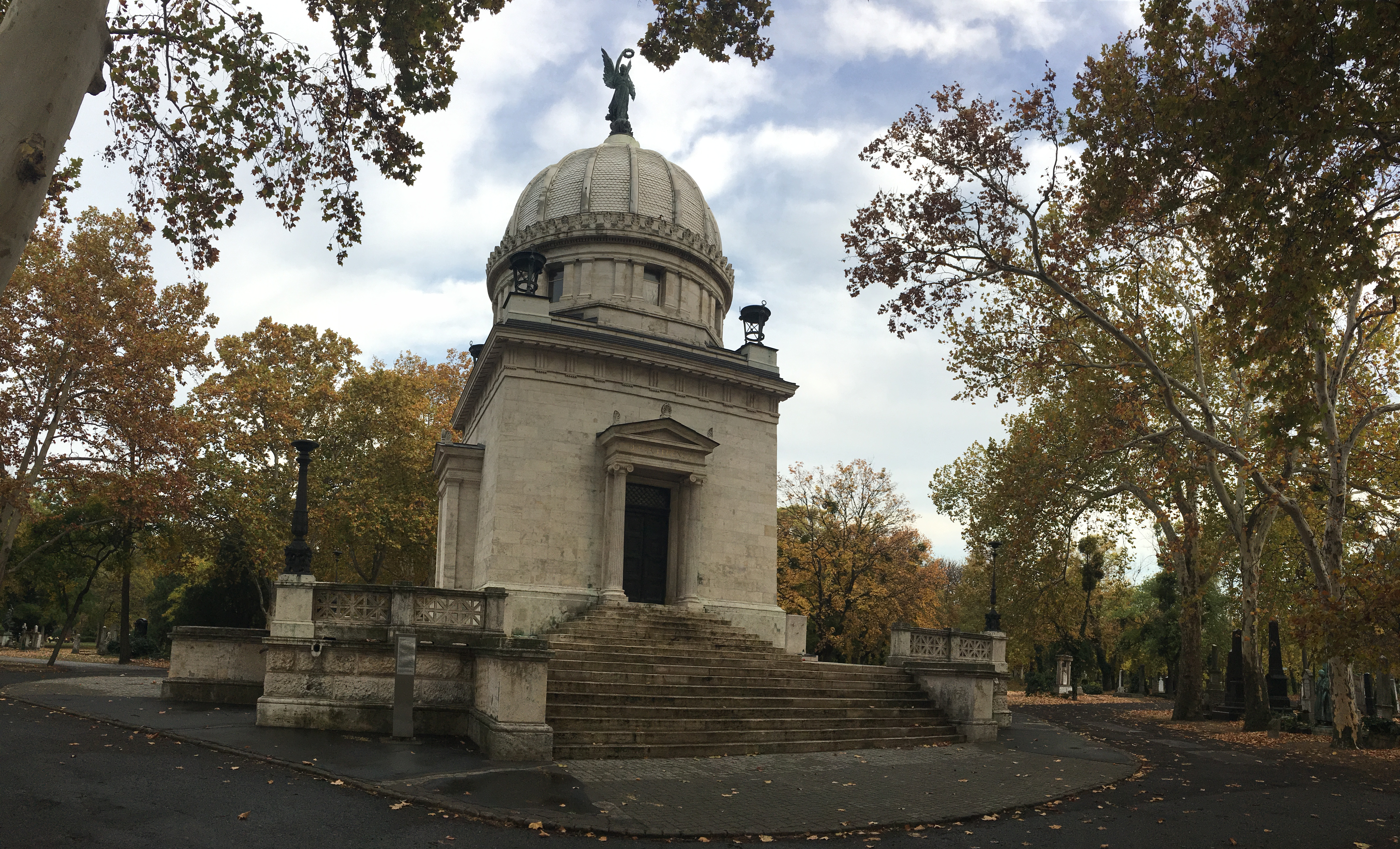
Lăng Ferenc Deák trong Nghĩa trang Kerepesi

## Phần đặc biệt
Năm 1874, một mảnh đất đặc biệt được dành ra cho những người bị từ chối tổ chức lễ tang ở nhà thờ (những người tự tử và những người bị hành quyết).
Nghĩa trang cũng nổi tiếng với khu đường đi có mái vòm, được xây dựng từ năm 1908 đến năm 1911, gợi lại phong cách của các nghĩa trang miền Bắc nước Ý.
Khu vực nghệ sĩ: tại đây mỗi ngôi mộ đều là của một người hoạt động nghệ thuật nổi tiếng của Hungary, được tạo ra vào năm 1929.

## Các ngôi mộ của những nhân vật nổi tiếng
Nghĩa trang Kerepesi có ba lăng mộ của các chính khách hàng đầu của Hungary:
- Lajos Batthyány
- Ferenc Deák (1876, thiết kế bởi Kálmán Gerster, kính màu bởi Miksa Róth)
- Lajos Kossuth (1894, Kálmán Gerster, tác phẩm điêu khắc của Alajos Stróbl)

Ngoài ra còn có một lăng mộ đủa Ábrahám Ganz (được mệnh danh là người cha sắt, người tiên phong trong ngành công nghiệp nặng Hungary), được Miklós Ybl xây dựng vào năm 1868.
Các ngôi mộ khác bao gồm:
- Endre Ady (nhà thơ)
- Ignác Alpár (kiến trúc sư)
- József Antall (Thủ tướng, nhà sử học)
- János Arany (nhà thơ)
- Mihály Babits (nhà thơ)
- Béla Balázs (nhà văn, chuyên gia điện ảnh)
- Miklós Barabás (họa sĩ)
- Jenő Barcsay (họa sĩ)
- István Bethlen (Thủ tướng)
- Lujza Blaha (nữ diễn viên, "chim sơn ca của dân tộc")
- Ottó Bláthy (kỹ sư điện)
- Ferenc Chorin (chính trị gia và nhà công nghiệp)
- Ádám Clark (kỹ sư xây dựng)
- Tivadar Csontváry Kosztka (họa sĩ)
- Gergely Czuczor (nhà ngôn ngữ học, nhà thơ)
- Dezső Szabó (nhà ngôn ngữ học, nhà văn)
- Béni Egressy (nhà soạn nhạc)
- Loránd Eötvös (nhà vật lý)
- Ferenc Erkel (nhà soạn nhạc)
- János Fadrusz (nhà điêu khắc)
- György Faludy (nhà văn, nhà thơ, dịch giả)
- Ferenc Fejtő (nhà báo, nhà khoa học chính trị)
- Károly Ferenczy (họa sĩ, cùng với Béni Ferenczy và Noémi Ferenczy, anh trai và em gái của anh ấy)
- János Garay (nhà thơ)
- Artúr Görgey (tổng hợp)
- Alajos Hauszmann (kiến trúc sư)
- Jenő Heltai (nhà văn)
- George de Hevesy (nhà hóa học đoạt giải Nobel)
- Gyula Horn (Thủ tướng)
- Miklós Izsó (nhà điêu khắc)
- Mari Jászai (nữ diễn viên)
- Mór Jókai (nhà văn, 1904)
- Attila József (nhà thơ)
- János Kádár (nhà độc tài xã hội chủ nghĩa)
- Pál Kadosa (nhà soạn nhạc)
- Kálmán Kandó (nhà phát minh, kỹ sư)
- Mihály Károlyi (Chủ tịch)
- Karl-Maria Kertbeny (nhà văn, dịch giả, đã phát minh ra khái niệm hiện đại về xu hướng tình dục, đặt ra các từ dị tính và đồng tính luyến ái)
- Geza Kertesz (cầu thủ và quản lý bóng đá, kháng chiến chống phát xít - cải táng năm 1946)
- Károly Kisfaludy (nhà thơ, nhà viết kịch, họa sĩ)
- Dezső Kosztolányi (nhà thơ, nhà văn)
- Gyula Krúdy (nhà văn)
- Ödön Lechner (kiến trúc sư)
- Lipót Fejér (nhà toán học)
- Károly Lotz (họa sĩ)
- Georg Lukács (triết gia)
- Viktor Madarász (họa sĩ)
- Ferenc Mádl (Chủ tịch, luật gia)
- Ignác Martinovics (Franciscan, lãnh đạo phong trào Jacobin ở Hungary)
- Ferenc Medgyessy (nhà điêu khắc)
- László Mednyánszky (họa sĩ)
- Kálmán Mikszáth (nhà văn)
- Zsigmond Móricz (nhà văn)
- Mihály Munkácsy (họa sĩ)
- Karl Polanyi (nhà kinh tế học)
- Tivadar Puskás (kỹ sư, nhà phát minh)
- Miklós Radnóti (nhà thơ)
- Frigyes Riesz (nhà toán học)
- Ignaz Semmelweis (bác sĩ, "Vị cứu tinh của các bà mẹ")
- Imre Steindl (kiến trúc sư)
- Alajos Stróbl (nhà điêu khắc)
- Antal Szerb (nhà văn)
- Leó Szilárd (nhà vật lý)
- Mihály Táncsics (nhà văn, chính trị gia)
- Istvan Toth (cầu thủ và quản lý bóng đá, kháng chiến chống phát xít - cải táng năm 1946)
- Ármin Vámbéry (nhà ngôn ngữ học)
- Mihály Vörösmarty (nhà thơ) - lăng mộ của ông là một trong những ngôi mộ cổ nhất còn tồn tại: ông được an táng vào năm 1855
- Leó Weiner (nhà soạn nhạc)
- Sándor Wekerle (Thủ tướng ba lần)
- Miklós Ybl (kiến trúc sư)
- György Zala (nhà điêu khắc)
- Mihály Zichy (họa sĩ, nghệ sĩ đồ họa)

Lưu ý: Danh sách này vẫn chưa được hoàn thiện. Danh sách đầy đủ có sẵn trong một tập sách nhỏ miễn phí đặt tại nghĩa trang.